# Ван дер Пул, Эгберт
Эгберт ван дер Пул (* 1621, Делфт — † 1664, Роттердам) — голландский художник, пейзажист.

## Биография
Родился в семье ювелира. До нашего времени не дошло достоверных сведений о первых 29 годах жизни Пула. Среди вероятных учителей называют Эсайаса ван де Велде, Арта ван дер Нера. В регистрационном документе Гильдии Св. Луки от 17 октября 1650 года он упоминается как пейзажист. Через год Пул женился. Супруги стали свидетелем порохового взрыва 12 октября 1654 года. Вероятно, одна из их дочерей стала жертвой этой катастрофы (она была похоронена на местном кладбище через два дня, 14 октября 1654 года). Трое дочерей Пула были крещены в Делфте. Ноябрём 1655 года датируется запись о крестинах сына в Роттердаме. Через девять лет после этого мастер умер.

## Творчество
В ранних работах обращался к изображению мирных крестьянских дворов, пейзажей. Пороховой взрыв в Делфте в 1654 году повлиял на всё дальнейшее творчество Пула: до наших дней сохранилось около двадцати его работ на этот сюжет.

### «Вид Делфта после взрыва», 1654

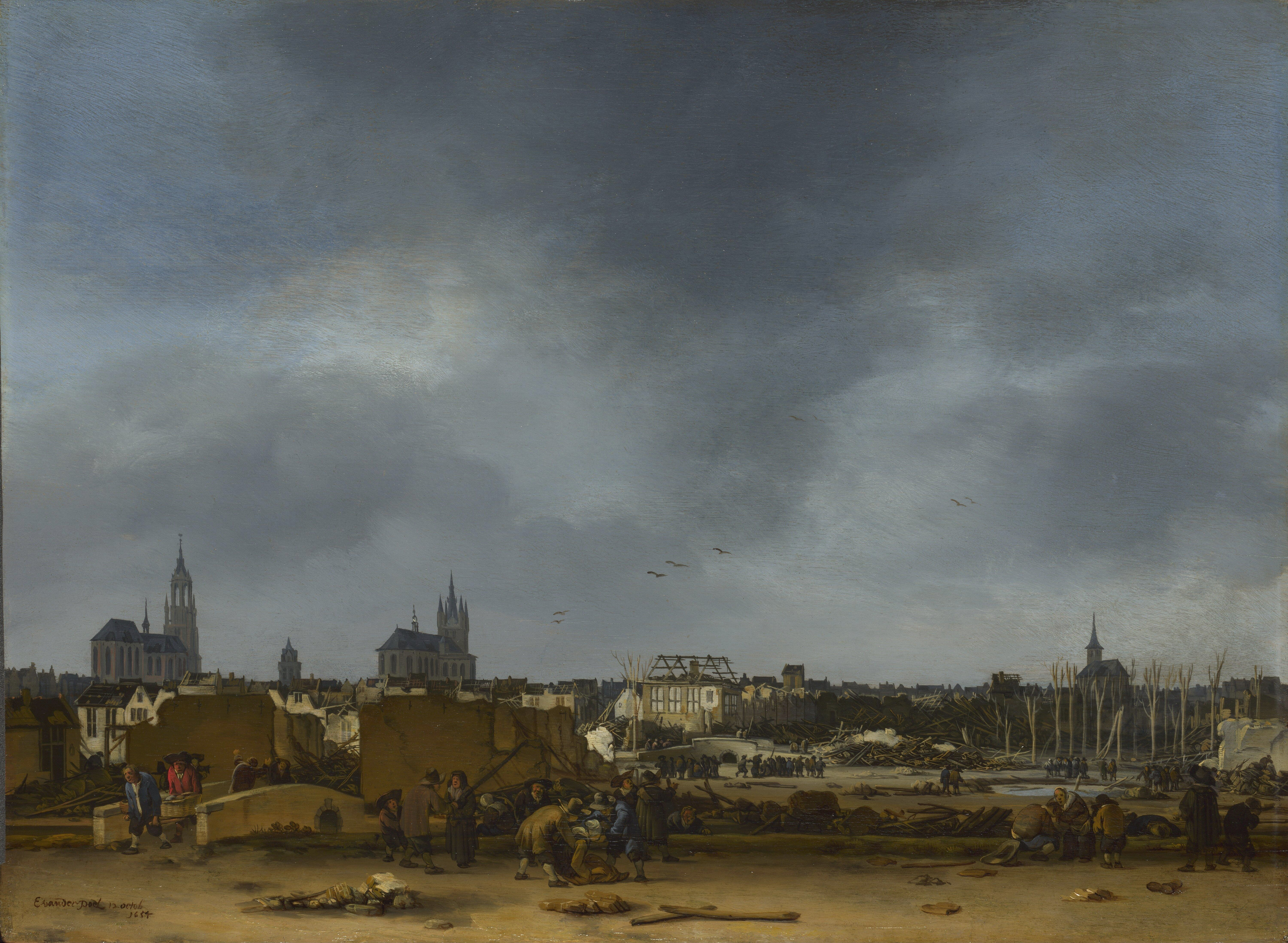
«Вид Делфта после взрыва», 1654

Изображены обугленные деревья, остатки зданий и грудь щебня. На переднем плане люди помогают раненым, утешают друг друга. Слева на холсте изображены два городских собора, которые также пострадали от взрыва. Справа композиция сбалансирована благодаря широкому открытому пространству. Низкое расположение горизонта подчёркивает опустошённость, глубину пространства. С конца 1640-х применение чётких световых эффектов становится характерной особенностью работ Пула.
Одним из повторяющихся сюжетов становится также изображение ночных пожаров («Взрыв магазина в Делфте», 1654; «Ночной пожар», Эрмитаж). На них одни люди пытаются спасти от огня свои вещи, другие — обокрасть соседей.
Заняв эту нишу в живописи Голландии, Пут прославился в ней и считался лучшим художником, изображавшим огонь.

### «Празднование с факелами»

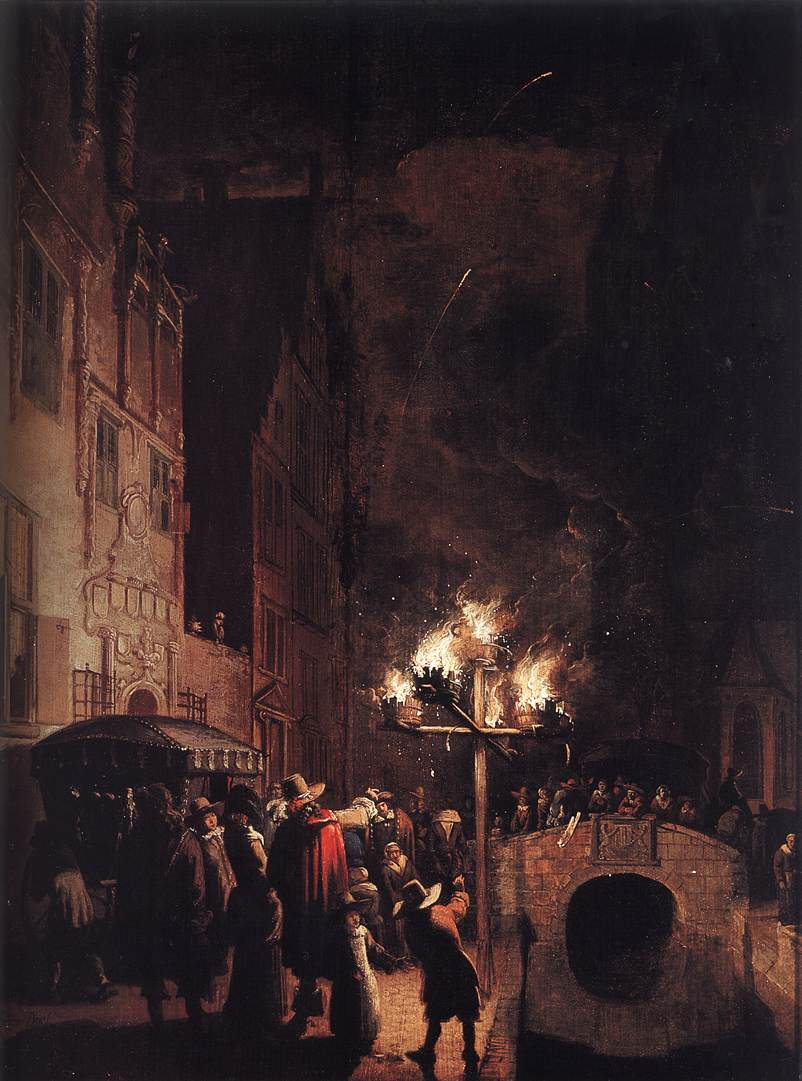
«Празднование с факелами», 1654

На этой ночной сцене представлены готическое здание XVI века, выходящее на старейший канал в Делфте. Прохожие удивленно смотрят на факелы, которые создавались, вероятно, из бочек, наполненных смолой. Сюжет не объясняется художником. Вероятно, подобное празднование в городе было устроено в честь подписания мирного договора между Нидерландами и Испанией в 1648 году в Мюнстере.
Другой ночной пейзаж, который датируется 1660-ми годами, изображает сцену из жизни рыбаков, которые делят улов после трудового дня.
В 1658 году Пул создает картину, изображающую крестьянский двор: на переднем плане — животные, корзина, бочка, колесо, ремень, разбитый кувшин, старая шляпа. На заднем плане человек поднимается по лестнице в голубятню. Пул не ставит целью изобразить тяжелые будни крестьянина, представляет идеализированную картину крестьянского быта (таким он представлялся городскому населению, которое составляло большинство в Нидерландах и было основными заказчиками картин Эгберта ван дер Пула).
Во многих своих работах художник проявляет интерес к человеческому быту («Дом с натюрмортом с кухонной посуды», «Ярмарка»).
Эгберта ван дер Пула относят к так называемым «малым голландцам» — кругу художников XVII века, творчество которых носит камерный характер: размер картин небольшой, выразительность небольших деталей, красота мировых нюансов.

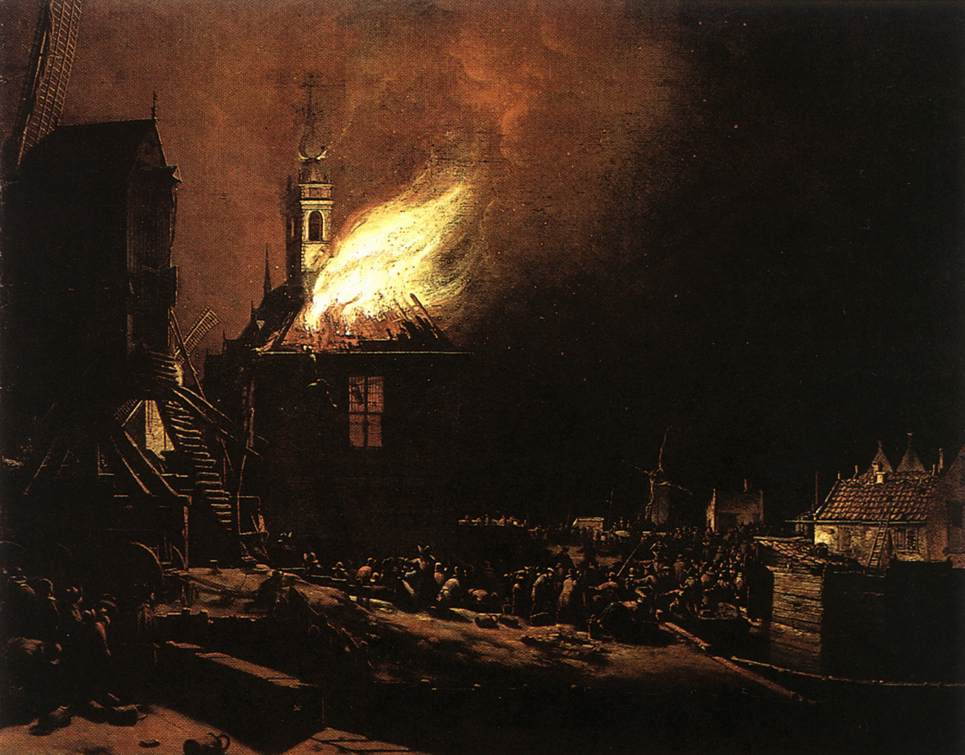
«Взрыв пороховой башни в Делфте», 1654
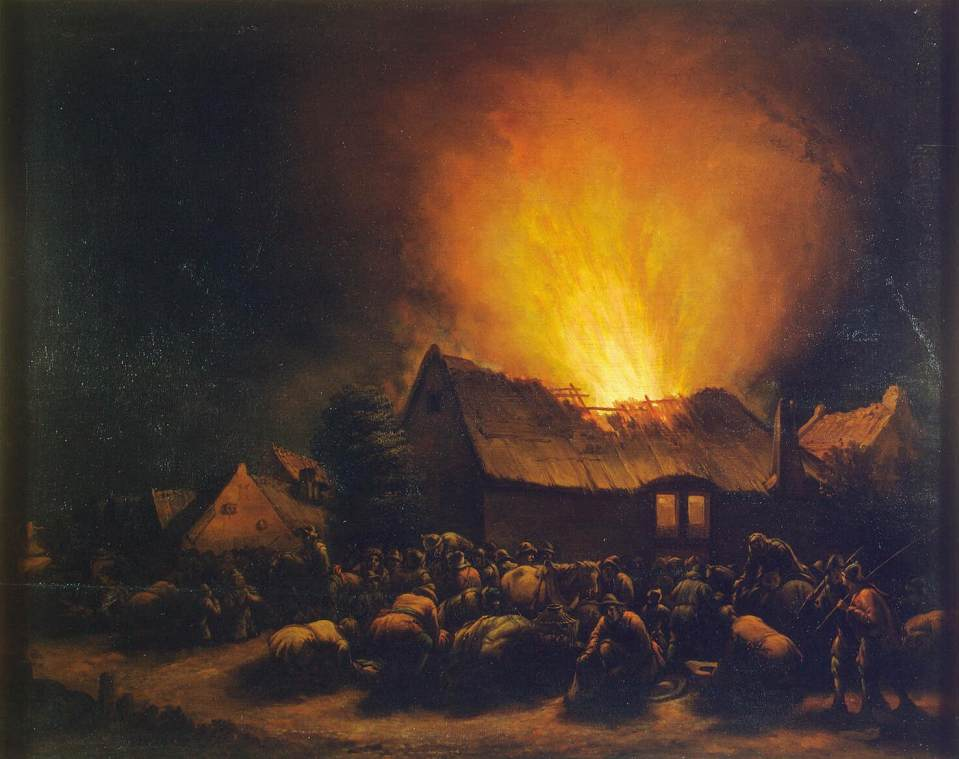
«Ночной пожар в деревне», Эрмитаж
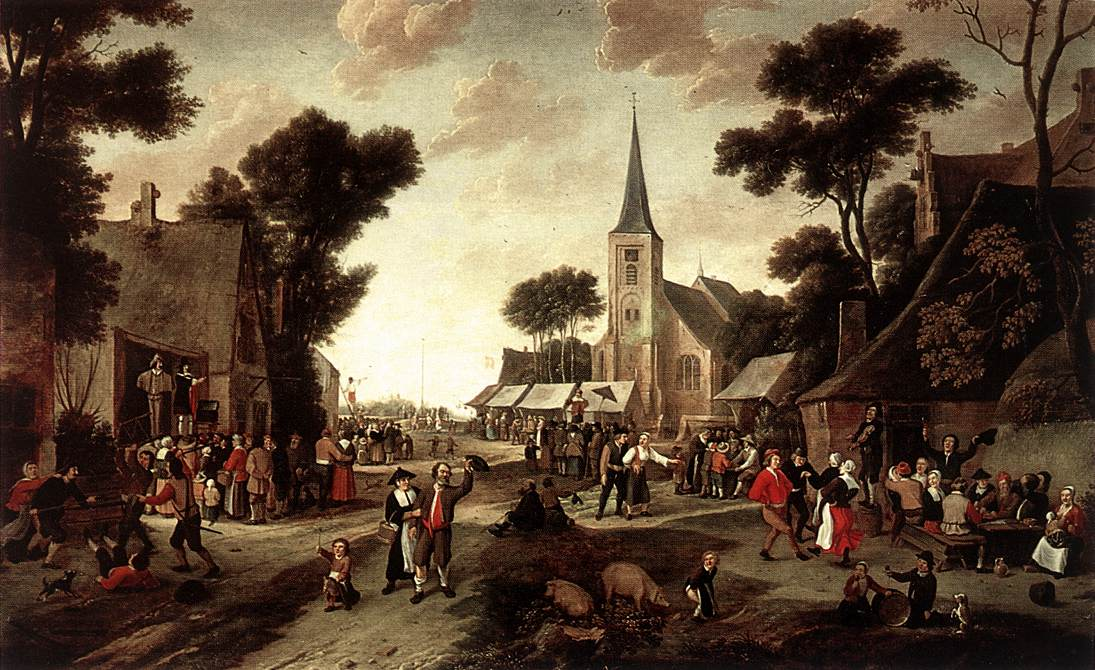
«Ярмарка», 1661